# Датский королевский балет
Датский королевский балет (дат. Den Kongelige Ballet) — балетная труппа датского Королевского театра; ведущая балетная труппа Дании.

## История
С 1754 года при театре существовали балетные классы, в 1771 году П. Лоран создал школу (продолжает существовать). В 1775—1816 годах в труппе работал Винченцо Галеотти. Наибольшее значение для развития Датского королевского балета имела деятельность Августа Бурнонвиля, который возглавлял труппу в 1829—1877 годах. Балеты Бурнонвиля и после его смерти составляли основу репертуара Датского королевского балета, но труппа оставалась изолированной от процессов, совершавшихся в мировом балетном театре.
Только в 1920-х годах были поставлены несколько балетов М. М. Фокина. Балетмейстер Харальд Ландер, возглавлявший труппу в 1931—1951 годах, пополнил репертуар произведениями мировой классики и спектаклями ведущих современных балетмейстеров — Фокина, Л. Ф. Мясина, Дж. Баланчина. Бережно сохраняя балеты Бурнонвиля, Ландер создал большое число новых постановок, привлекая к работе талантливых современных композиторов (в том числе К. Рисагера), используя сюжеты современной фашистской литературы.
Благодаря усилиям Ландера к 1950-м годам Датский королевский балет приобрёл широкую известность. В 1953 году состоялись первые зарубежные гастроли труппы, датские артисты стали работать в составе зарубежных балетных коллективов, а балетмейстеры за рубежом ставить датские национальные балеты. С 1950 в Королевском театре проводится фестиваль датской музыки и танца. В 1951—1966 годах руководители Датского королевского балета часто менялись и репертуар пополнялся преимущественно постановками Ф. Аштона, Р. Пети, Б. Кульберг. В 1966-1978 годах Датский королевский балет возглавлял Ф. Флиндт, с 1979 года — Х. Кронстам.
Балетные спектакли идут на двух сценах Королевского театра: в старом здании (построено в 1874 году) и новом (с 1957 года).
В 1973 году Датский королевский балет гастролировал в Советском Союзе.